# Athenaea picta
Athenaea picta är en potatisväxtart som först beskrevs av Carl Friedrich Philipp von Martius, och fick sitt nu gällande namn av Sendt. Athenaea picta ingår i släktet Athenaea och familjen potatisväxter. Inga underarter finns listade i Catalogue of Life.